# 十七史商榷
《十七史商榷》，共一百卷，清代王鳴盛（1722年－1797年）著。與錢大昕《廿二史考異》、趙翼《廿二史劄記》并称。

## 內容架構
《十七史商榷》沿用了宋時彙刻十七史之名（十七史又多了《舊唐書》、《舊五代史》兩種）。內容分《史記》六卷、《漢書》二十二卷、《後漢書》十卷、《三國志》四卷、《晉書》十卷、《南史》、《宋書》、《齊書》、《梁書》、《陳書》共十二卷、《北史》、《魏書》、《齊書》、《周書》、《隋書》共四卷、《新唐書》與《舊唐書》二十四卷、《新五代史》與《舊五代史》六卷，另有〈綴言〉二卷。

## 考據治史
王鳴盛治史重考據，反對議論褒貶的春秋筆法，對於儒家對歷史的歪曲，皆據實予以反駁；他認為：「大抵史家所記，典制有得有失，讓史者不必橫生意見，馳騁議論，以明法戒也，但當考其典制之實，俾數千百年建置沿革，瞭如指掌，而或宜法，或宜戒，待人之自擇焉可矣。其事蹟則有美有惡，讀史者不必強立文法，擅加與奪，以為褒貶也，但當考其事蹟之實，俾年經事緯，部居州次，紀載之異同，見解之離合，一一條析無疑，而若者可褒，若者可貶，聽之天下之公論焉可矣。書生胸臆，每患迂愚，即使考之已詳，而議論褒貶，猶恐末當，況其考之未確者哉！蓋學問之道，求於虛不如求於實，議論褒貶，皆虛文耳。作史者之所記錄，讀史者之所考核，總期於能得其實焉而已矣，外此又何多求耶？」

## 評價
王鳴盛此書與錢大昕《廿二史考異》、趙翼《廿二史劄記》并称。但此書有不少錯誤，谭其骧以《十七史商榷》中《许邺洛三都》条做分析稱：“王氏此条，无一语不误”。其弟子周振鹤更在《点石成金、披沙沥金与脸上贴金》中貶其為臉上貼金之作，稱其“説對之處，治史之人多半均自己能悟到，至説錯之處，在在皆是，誤人不淺”，並連舉《名字郡縣義例不定》《许邺洛三都》等多條中的錯誤，批評其“毫無根據的亂下結論”。